# Comuna Poroschia, Teleorman
Poroschia este o comună în județul Teleorman, Muntenia, România, formată din satele Calomfirești și Poroschia (reședința). Se află în imediata vecinătate a municipiului Alexandria. Localitatea este cunoscută datorită Spitalului de Psihiatrie Poroschia.

## Demografie
Componența etnică a comunei Poroschia
     Români (95,04%)
     Alte etnii (0,68%)
     Necunoscută (4,28%)
Componența confesională a comunei Poroschia
     Ortodocși (93,4%)
     Adventiști (1,41%)
     Alte religii (0,57%)
     Necunoscută (4,62%)
Conform recensământului efectuat în 2021, populația comunei Poroschia se ridică la 4.411 locuitori, în creștere față de recensământul anterior din 2011, când fuseseră înregistrați 4.166 de locuitori. Majoritatea locuitorilor sunt români (95,04%), iar pentru 4,28% nu se cunoaște apartenența etnică. Din punct de vedere confesional, majoritatea locuitorilor sunt ortodocși (93,4%), cu o minoritate de adventiști (1,41%), iar pentru 4,62% nu se cunoaște apartenența confesională.

## Istorie
La sfârșitul secolului al XIX-lea, comuna făcea parte din plasa Marginea a județului Teleorman, fiind alcătuită doar din satul Poroschia, având o populație de 1438 de locuitori. În comună funcționa o școală mixtă cu 23 de elevi și o biserică. La acea vreme, satul Calomfirești făcea parte din comuna Țigănești.
Anuarul Socec din 1925 consemnează comuna în plasa Alexandria a aceluiași județ, având o populație de 2250 de locuitori. Satul Calomfirești este consemnat, în continuare făcând parte din comuna Țigănești. În anul 1931, satul Calomfirești s-a desprins de comuna Țigănești formându-și o comună de sine-stătătoare, alcătuită doar din satul cu același nume.
În anul 1950, comunele au trecut în administrația raionului Alexandria al regiunii Teleorman, raion care, doi ani mai târziu, a fost inclus în regiunea București.
În anul 1968, comuna a trecut la județul Teleorman, în actuala structură. Tot atunci, comuna Calomfirești a fost desființată, 
iar satul cu același nume a trecut la comuna Poroschia.

## Politică și administrație
Comuna Poroschia este administrată de un primar și un consiliu local compus din 13 consilieri. Primarul, Iulian Badea[*], de la Partidul Social Democrat, este în funcție din 2004. Începând cu alegerile locale din 2024, consiliul local are următoarea componență pe partide politice:
|  | Partid                          | Consilieri | Componența Consiliului | Componența Consiliului | Componența Consiliului | Componența Consiliului | Componența Consiliului | Componența Consiliului | Componența Consiliului | Componența Consiliului | Componența Consiliului |
|  | ------------------------------- | ---------- | ---------------------- | ---------------------- | ---------------------- | ---------------------- | ---------------------- | ---------------------- | ---------------------- | ---------------------- | ---------------------- |
|  | Partidul Social Democrat        | 9          |                        |                        |                        |                        |                        |                        |                        |                        |                        |
|  | Alianța pentru Unirea Românilor | 3          |                        |                        |                        |                        |                        |                        |                        |                        |                        |
|  | Dobre Florin                    | 1          |                        |                        |                        |                        |                        |                        |                        |                        |                        |

## Personalități născute aici
- Dragoș Balauru (n. 1989), fotbalist.